# Момина клисура (пролом на Места)
Вижте пояснителната страница за други значения на Момина клисура.
Момина клисура е пролом на река Места в Област Благоевград (Община Банско и Община Гоце Делчев).
Намира се между Северен Пирин на запад и рида Дъбраш (най-западната част от Западните Родопи) на изток. Свързва най-югоизточната част на Разложката котловина на север с най-северната част на Гоцеделчевската котловина на юг.
Проломът е с дължина около 27 km, а средната му надморската височина е около 642 m. Той е тесен със стръмни склонове, всечени в скален праг от метаморфни скали, старотерциерни седименти и вулканит. При протичането на Места през пролома в нея от дясно се влива река Ретиже.
Започва източно от град Добринище, при устието на Безбожка река, на около 693 m н.в. и се насочва на юг-югоизток. В района на село Места е средата на пролома, където надморската му височина е около 642 m. Завършва югоизточно от село Господинци в Гоцеделчевската котловина на 544 m н.в.
По протежението му са разположени селата Филипово, Места и Господинци, както и останките от късноантичната и средновековна крепост Момина кула край село Кремен и на друга крепост при село Господинци.
През пролома преминава участък от 27,4 km от второкласния Републикански път II-19 Симитли – Банско – Гоце Делчев – ГКПП Илинден - Ексохи (от km 51 до km 78,4).

## Топографска карта
- Лист от карта K-34-84. Мащаб: 1 : 100 000.
- Лист от карта K-34-96. Мащаб: 1 : 100 000.